# Paracis ijimai
Paracis ijimai är en korallart som först beskrevs av Sôichirô Kinoshita 1909.  Paracis ijimai ingår i släktet Paracis och familjen Plexauridae. Inga underarter finns listade i Catalogue of Life.